# Øresundshospitalet (Helsingør)
 For alternative betydninger, se Øresundshospitalet. (Se også artikler, som begynder med Øresundshospitalet)
Øresunds- og Helsingørs Sygehospital er et tidligere sygehus i Fiolgade i Helsingør, etableret i 1794 (grundsten nedlagt 3. juli 1794). Hovedbygningen, der stod færdig 1796, er tegnet af Boye Magens i klassicistisk stil og var fredet fra 1919 til 2015. Det blev i 1976 afløst af Helsingør Sygehus.
Pengene til sygehuset kom i begyndelsen hovedsagelig fra Øresunds Toldkammer og fra de fremmede skibsklarerere. Hurtigt blev det dog udvidet til, at Øresundshospitalet også kunne modtage patienter fra Helsingør købstad, og både enkelte borgere og Magistraten tegnede sig for bidrag. Behovet for sengepladser voksede og allerede i 1805 udvidede man med et epidemihus med fire isolerede afdelinger og flere sengepladser til almindelige sygdomme.
Efter Øresundstoldens ophævelse i 1857 blev Øresundshospitalet i 1859 skænket til Helsingør købstad og blev derved et kommunalt drevet sygehus.
Først i 1976 blev hospitalet i Fiolgade erstattet af et moderne sygehus på Esrumvej.